# Castelnaud-de-Gratecambe

Castelnaud-de-Gratecambe este o comună în departamentul Lot-et-Garonne din sud-vestul Franței. În 2009 avea o populație de 553 de locuitori.

## Evoluția populației
| An        | 1975 | 1982 | 1990 | 1999 | 2006 | 2009 |
| --------- | ---- | ---- | ---- | ---- | ---- | ---- |
| Populație | 428  | 465  | 513  | 517  | 542  | 553  |